# Brachylaena
Brachylaena es un género  de fanerógamas perteneciente a la familia de las asteráceas. Tiene 30 especies descritas y de estas, solo 13 aceptadas.

## Taxonomía
El género fue descrito por Robert Brown y publicado en Observations on the Natural Family of Plants called Compositae 115. 1817.

## Especies aceptadas
A continuación se brinda un listado de las especies del género Brachylaena aceptadas hasta julio de 2012, ordenadas alfabéticamente. Para cada una se indica el nombre binomial seguido del autor, abreviado según las convenciones y usos.
- Brachylaena discolor DC.
- Brachylaena elliptica (Thunb.) Less.
- Brachylaena glabra (L.f.) Druce
- Brachylaena huillensis O.Hoffm.
- Brachylaena ilicifolia (Lam.) Phillips & Schweick.
- Brachylaena merana (Baker) O.Hoffm.
- Brachylaena microphylla Humbert
- Brachylaena neriifolia (L.) R.Br.
- Brachylaena perrieri (Drake) Humbert
- Brachylaena ramiflora (DC.) Humbert
- Brachylaena rotundata S.Moore
- Brachylaena stellulifera Humbert
- Brachylaena uniflora Harv.